# هفت مله
هفت مله، روستایی از توابع بخش بوشکان شهرستان دشتستان در استان بوشهر ایران است.

## جمعیت
این روستا در دهستان پشتکوه قرار دارد و براساس سرشماری مرکز آمار ایران در سال ۱۳۸۵، جمعیت آن زیر سه خانوار بوده‌است.